# Evropský systém ostrahy hranic
Evropský systém ostrahy hranic (zkratka Eurosur z anglického The European Border Surveillance System) je monitorovací systém Evropské unie, který využívá drony, průzkumná letadla, pobřežní čidla a dálkový průzkum pomocí satelitů ke sledování nelegální imigrace do členských států Evropské unie. Cílem Eurosur je získat informaci o současném pohybu migrantů a o činnostech organizací obchodujících s lidmi.
Nařízení Eurosur zahrnuje též záchranu osob v nouzi. Samotné pátrání a záchrana na moři spadají do pravomoci vykonávané členskými státy v rámci mezinárodních úmluv.

## Způsob provedení
Eurosur pomocí národních koordinačních center (NCC) informuje státy schengenské dohody a dále Bulharsko, Rumunsko a Chorvatsko o neřízené migraci a uprchlících. Evropská pohraniční služba Frontex pak dodává celkový obraz situace a společné předhraniční zpravodajství.
Frontex také zpřístupňuje společné služby (Eurosur Fusion Services), např. detekci a sledování plavidel, složité výpočty, předpovědi počasí. Služby jsou poskytovány v součinnosti s Evropskou námořní bezpečnostní agenturou (EMSA) a Satelitním centrem EU (SatCen).
Identifikaci pro účely mezinárodní ochrany ilegálních přistěhovalců zajišťuje systém EURODAC.

## Historie
Tragická smrt více než tří set uprchlíků u italského ostrova Lampedusa v roce 2013 donutila Itálii ke spuštění humanitární akce pod názvem Mare Nostrum. Z pohledu uprchlíků došlo paradoxně ke zhoršení situace, neboť převaděči zneužívali zvýšené italské přítomnosti a již tak přeplněné lodě obsazovali větším počtem lidí. Spoléhali totiž na italské námořnictvo, které uprchlíky v případě ohrožení zachrání. Za rok trvání operace prošlo rukama italského námořnictva více než 150 000 uprchlíků. V roce 2014 proto byly upraveny pravomoci Frontexu a spuštěna společná operace Triton.
V prosinci 2013 19 schengenských států spustilo Eurosur na jižní a východní hranici EU. Dodavatele systému vedla španělská GMV Aerospace and Defence. V roce 2014 už bylo členy Eurosur všech 30 schengenských států.

## Kritika
V září 2014 Eurosur pomohl zachránit 38 lidí. Jinak ale panuje o jeho užitečnosti skepse, protože vyhodnocení satelitních snímků trvá i několik dnů.
Samotné náklady na vybudování koordinačních center se uvádí ve výši 5,5 miliardy korun.
Na období od října 2013 do roku 2020 bylo na instalaci a údržbu systému EUROSUR vyhrazeno z rozpočtu EU 244 milionů EUR.
Velké zbrojařské firmy a lobbistické organizace, zejména Evropská organizace pro bezpečnost (EOS), AeroSpace a Asociace obranného průmyslu údajně úspěšně prosazují přístup k migraci a uprchlíkům jako k bezpečnostní hrozbě. To znamená nejen dobré zisky pro zbrojní průmysl, ale také více násilí a represe na hranicích. Migranty tak nutí hledat jiné, často nebezpečnější cesty, což vede k většímu počtu úmrtí a rozkvětu pašeráckých sítí.